# Външна политика на Бразилия
Външната политика на Бразилия е отговорност на Министерството на външните работи.

## Общи сведения
Въпреки че социалното и икономическо изоставане от водещите страни не дават възможност на Бразилия да действа като световна сила, страната е политически и икономически лидер в Латинска Америка. Този статут донякъде се оспорва от други големи латиноамерикански страни, като Аржентина и Мексико, които се противопоставят на предложенията Бразилия да получи постоянно място като представител на региона в Съвета за сигурност на ООН.
През втората половина на 20 век както военните, така и демократичните правителства се стремят да водят независима външна политика. Страната има за цел засилването на връзките си с другите страни от Южна Америка и провеждането на многостранна дипломация чрез Организацията на обединените нации и Организацията на американските държави.
Съвременната външна политика на Бразилия се основава на позицията на страната като регионална сила в Латинска Америка, лидер между развиващите се страни и понякога е сочена като една от потенциалните свръхсили. Бразилската външна политика като цяло се застъпва за многостранната дипломация, изразяваща се в разрешаването на спорове по мирен път и ненамеса в делата на други държави. Бразилската конституция постановява също, че страната трябва да развива своята икономическа, политическа, социална и културна интеграция със страните от Латинска Америка.

## Изключителна икономическа зона
Изключителната икономическа зона на Бразилия, позната също като „Синята Амазония“ или „Бразилските води“, е с площ от около 3,5 милиона квадратни километра, с възможност да бъде разширена на 4,4 милиона, в зависимост от бразилския иск пред Комисията за границите на Обединените нации, който предлага да се разшири изключителната икономическа зона на Бразилия с деветстотин хиляди квадратни километра морска площ.

## Бразилска Антарктика
Бразилия предявява и полуофициални претенции за област в Антарктика до самия Южен полюс, ограничена въз основа на проекцията на своето крайбрежие по меридианите. През 1986 страната установява своя антарктическа база, по-късно наречена „Команданте Фераз“, която може да побере до 46 души и се използва за научни изследвания.